# Спиридон Скембрис
Спиридон Скембрис (на гръцки: Σπυρίδων Σκέμπρης) е гръцки шахматист, гросмайстор от 1991 г. Шампион е на Гърция през 1981, 1984, 1989 и 1993 г.
Първият му успех на международната шахматна арена е през 1977 г., когато поделя трето място на световното първенство за юноши до 20 години в Инсбрук, Австрия.
Според сайта benodi.de Скембрис достига най-високия си ЕЛО коефициент от 2560 през януари 1993 г., заемайки 103-то място в света.

## Турнирни резултати
- 1989 – Монпелие (2-ро място със Зденко Кожул, зад Миодраг Тодорчевич)
- 1992 – Комотини (1 – 5-о място с Илия Смирин, Ян Елвест, Антъни Майлс и Борис Алтерман)
- 1993 – Гаусдал (1 – 2-ро място със Сергей Тивяков)
- 1994 – Кардица (2 – 3-то място с Василиос Котрониас, зад Суат Аталик)
- 1997 – Лимасол (1 – 4-то място с Крум Георгиев, Игор Миладинович и Ефстратиос Гривас)
- 1999 – Брато (2 – 5-о място зад Владимир Епишин)
- 2001 – Анталия (2-ро място зад Стелиос Халкиас), Истамбул (2 – 4 м. зад Христос Баникас)
- 2005 – Кавала (1 – 3-то място със Суат Аталик и Едуардас Розенталис в класирането, но губи тайбрека от Аталик)
- 2007 – Чезенатико (2 – 8-о място зад Игор Раусис)

## Участия на шахматни олимпиади
Участник е на осем шахматни олимпиади. Изиграва 98 партии, като постига победа в 30 и реми в 43. Средната му успеваемост е 52,6 процента. През 1992 г. в Манила постига реми с черните фигури срещу Евгени Ерменков.
| Година | Организатор | Отбор  | Класиране (отборно) | Дъска |
| 1980   | Ла Валета   | Гърция | 27                  | Втора |
| 1982   | Люцерн      | Гърция | 33                  | Първа |
| 1984   | Солун       | Гърция | 31                  | Първа |
| 1986   | Дубай       | Гърция | 26                  | Втора |
| 1988   | Солун       | Гърция | 27                  | Втора |
| 1990   | Нови Сад    | Гърция | 49                  | Втора |
| 1992   | Манила      | Гърция | 39                  | Втора |
| 1994   | Москва      | Гърция | 43                  | Първа |